# Карпати, Карой
Карой Карпати (венг. Kárpáti Károly; настоящее имя Карой Кельнер или Карой Кляйн; 2 июля 1906 — 23 сентября 1996) — венгерский борец вольного и греко-римского стилей, чемпион и призёр Олимпийских игр, двукратный чемпион Европы, неоднократный призёр чемпионатов Европы, семикратный чемпион Венгрии (1931 по вольной борьбе, 1928, 1930, 1931, 1932 по греко-римской борьбе, 1930, 1933 по греко-римской борьбе в команде)

## Биография
Кароль Карпати родился в еврейской семье. По совету врачей стал заниматься спортом. 
В 1925 году стал чемпионом Венгрии среди юниоров. В 1927 году он завоевал серебряную медаль европейского первенства по правилам греко-римской борьбы. 
На Летних Олимпийских играх 1928 года в Амстердаме выступал в соревнованиях по греко-римской борьбе в весовой категории до 62 килограммов (полулёгкий вес). Турнир проводился по системе с выбыванием из борьбы за чемпионский титул после двух поражений категории боролись 20 спортсменов. Проиграв будущему чемпиону Вольдемару Вяли остался на четвёртом местею
| Круг | Соперник            | Страна       | Результат | Основание | Время схватки |
| ---- | ------------------- | ------------ | --------- | --------- | ------------- |
| 1    | Али Камель          | Египет       | Победа    | Туше      | -             |
| 2    | Людвиг Шлангер      | Австрия      | Победа    | Туше      | -             |
| 3    | Франтишек Кратошвил | Чехословакия | Победа    | По очкам  | -             |
| 4    | Вольдемар Вяли      | Эстония      | Поражение | Туше      | -             |
| 5    | Джероламо Квалья    | Италия       | Победа    | По очкам  | -             |

В 1929 году Карой Карпати выступил на чемпионате Европы как по правилам греко-римской, так и по правилам вольной борьбы, и если в греко-римской он стал лишь пятым, то в вольной борьбе завоевал серебряную медаль. В 1930 году на чемпионате Европы он завоевал бронзовую медаль в греко-римской борьбе, и золотую — в вольной.
На Летних Олимпийских играх 1932 года в Лос-Анджелесе выступал уже в вольной борьбе в категории до 66 килограммов (лёгкий вес); титул оспаривали 8 человек. Выбывание из турнира проходило по мере накопления штрафных баллов. Схватку судили трое судей, за чистую победу штрафные баллы не начислялись, за победу решением судей при любом соотношении голосов начислялся 1 штрафной балл, за проигрыш решением 2-1 начислялись 2 штрафных балла, проигрыш решением 3-0 и чистый проигрыш карался 3 штрафными баллами.. Победив в первых двух схватках, в третьей боролся с Марвином Клодфелтером и проиграл ему чисто. Однако были выявлены нарушения правил, и схватка была проведена заново. В ней Карой Карпати вновь проиграл, теперь по очкам, но всё равно получил три штрафных балла. В финальной схватке Карой Карпати проиграл чемпиону Шарлю Пакому и стал серебряным призёром олимпийских игр.  
| Круг  | Соперник          | Страна                    | Результат | Основание                | Время схватки |
| ----- | ----------------- | ------------------------- | --------- | ------------------------ | ------------- |
| 1     | Эитаро Судзуки    | Япония                    | Победа    | Туше (0 штрафных баллов) | 6:18          |
| 2     | Освальд Кяпп      | Эстония                   | Победа    | 3-0 (1 штрафной балл)    | -             |
| 3     | Марвин Клодфелтер | Соединённые Штаты Америки | Поражение | Туше (3 штрафных балла)  | 13:27         |
| 4     | Марвин Клодфелтер | Соединённые Штаты Америки | Поражение | 3-0 (3 штрафных балла)   | -             |
| Финал | Шарль Паком       | Франция                   | Поражение | 3-0 (3 штрафных балла)   | -             |

На Летних Олимпийских играх 1936 года в Берлине выступал в вольной борьбе в категории до 66 килограммов (лёгкий вес); титул оспаривали 17 человек. Регламент турнира остался прежним. Карой Карпати в финальной схватке уже не боролся, став чемпионом досрочно исходя из количества штрафных баллов у него и его соперников.  
| Круг  | Соперник            | Страна    | Результат | Основание                | Время схватки |
| ----- | ------------------- | --------- | --------- | ------------------------ | ------------- |
| 1     | Шарль Дельпорт      | Франция   | Победа    | 3-0 (1 штрафной балл)    | -             |
| 2     | Дик Гаррард         | Австралия | Победа    | Туше (0 штрафных баллов) | 2:45          |
| 3     | Париде Романьоли    | Италия    | Победа    | 3-0 (1 штрафной балл)    | -             |
| 4     | Херманни Пихлаямяки | Финляндия | Победа    | Туше (0 штрафных баллов) | 9:20          |
| 5     | Вольфганг Эрль      | Германия  | Победа    | 2-1 (1 штрафной балл)    | -             |
| Финал | -                   | -         | -         | -                        |               |

В 1937 году оставил большой спорт, окончил физкультурный техникум, работал учителем физкультуры. Во время Второй мировой войны был арестован и отправлен в лагерь на Украину. Тем не менее, выжил, вернулся в Венгрию. С 1945 года и до смерти был членом Венгерского олимпийского комитета. С 1949 по 1953 год преподавал в физкультурном техникуме. С 1948 года по 1952 год был тренером сборной Венгрии по вольной борьбе, после олимпийских игр в Хельсинки отправлен в отставку. С 1950 года по 1967 год являлся главным тренером сборной вооружённых сил Венгрии. В 1967 году привлечён как консультант к работе с олимпийской сборной. С 1972 года работал комментатором на венгерском телевидении. Автор шести книг по борьбе. 
Умер в 1996 году.

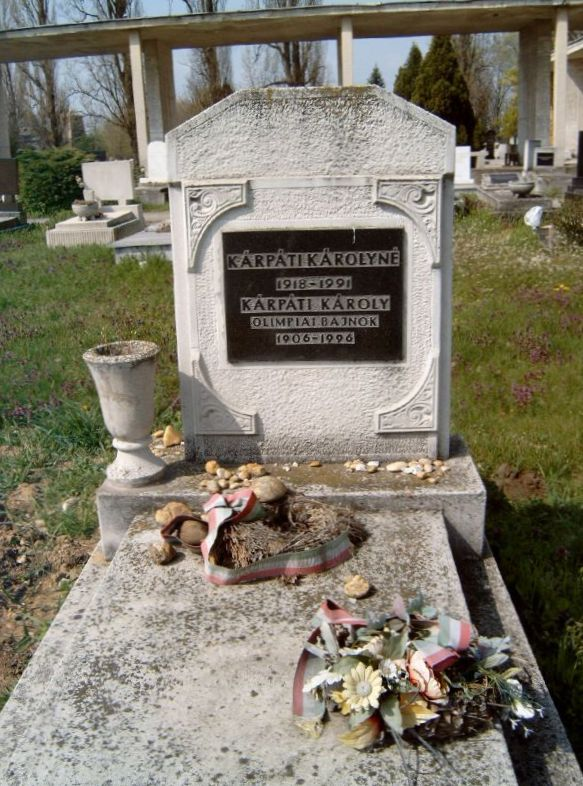
Надгробный памятник Кароя Карпати

По решению Международного олимпийского комитета Кароль Карпати за вклад в воспитание молодёжи был награждён бронзовым Олимпийским орденом (1982). Кавалер венгерского Ордена почёта (1996). В Международном зале славы еврейского спорта имеется экспозиция, посвящённая борцу. 